# Anatoli Bajdatsjny
Anatoli Bajdatsjny (Russisch: Анатолий Николаевич Байдачный) (Moskou, 1 oktober 1952) is een voormalig voetballer uit de Sovjet-Unie.

## Biografie
Hij begon zijn carrière bij Dinamo Moskou, waarmee hij in 1970 de beker won. In 1972 speelde hij de finale van de Europacup II tegen Glasgow Rangers, die ze met 3-2 verloren. Van 1974 tot 1979 speelde hij voor Dinamo Minsk.
Hij speelde vijf wedstrijden voor het nationale elftal en debuteerde op 30 april 1972 in de kwartfinale van het EK 1972 tegen Joegoslavië. Zijn laatste interland speelde hij op 18 juni van dat jaar in de verloren EK-finale tegen West-Duitsland.
Na zijn spelerscarrière werd hij trainer. Van 2003 tot 2005 was hij bondscoach van Wit-Rusland.